# Joseph Lomala Kimosop
Joseph Lomala Kimosop (* 20. November 1982 in Kenia) ist ein kenianischer Marathonläufer.
Im Jahr 2005 gewann er den Arezzo-Halbmarathon und 2007 wurde er Dritter bei der Maratona di Sant’Antonio.
2008 folgte einem dritten Platz beim Turin-Marathon und einem zweiten beim Turin Half Marathon der Sieg beim Venedig-Marathon. 2009 wurde er Fünfter in Venedig, 2010 Zweiter beim Vienna City Marathon und Dritter beim Ljubljana-Marathon.
Kimosop stammt aus dem Nandi County und wurde vom Italiener Gabriele Nicola trainiert.

## Persönliche Bestzeiten
- Halbmarathon: 1:02:23 h, 30. Oktober 2005, Arezzo
- Marathon: 2:09:32 h, 18. April 2010, Wien
- 3000 m Hindernis: 8:34,39 min, 9. Juni 2005, Ostrava